# سپیدانه
سپیدانه، روستایی از توابع بخش باباحیدر شهرستان فارسان در استان چهارمحال و بختیاری ایران است.

## جمعیت
این روستا در دهستان سراب بالا قرار دارد و براساس سرشماری مرکز آمار ایران در سال ۱۳۸۵، جمعیت آن ۳۴۰ نفر (۵۹خانوار) بوده‌است.